# Loriculus flosculus
Loriculus flosculus е вид птица от семейство Psittaculidae. Видът е застрашен от изчезване.

## Разпространение
Видът е разпространен в Индонезия.